# Cerâmica de revestimento

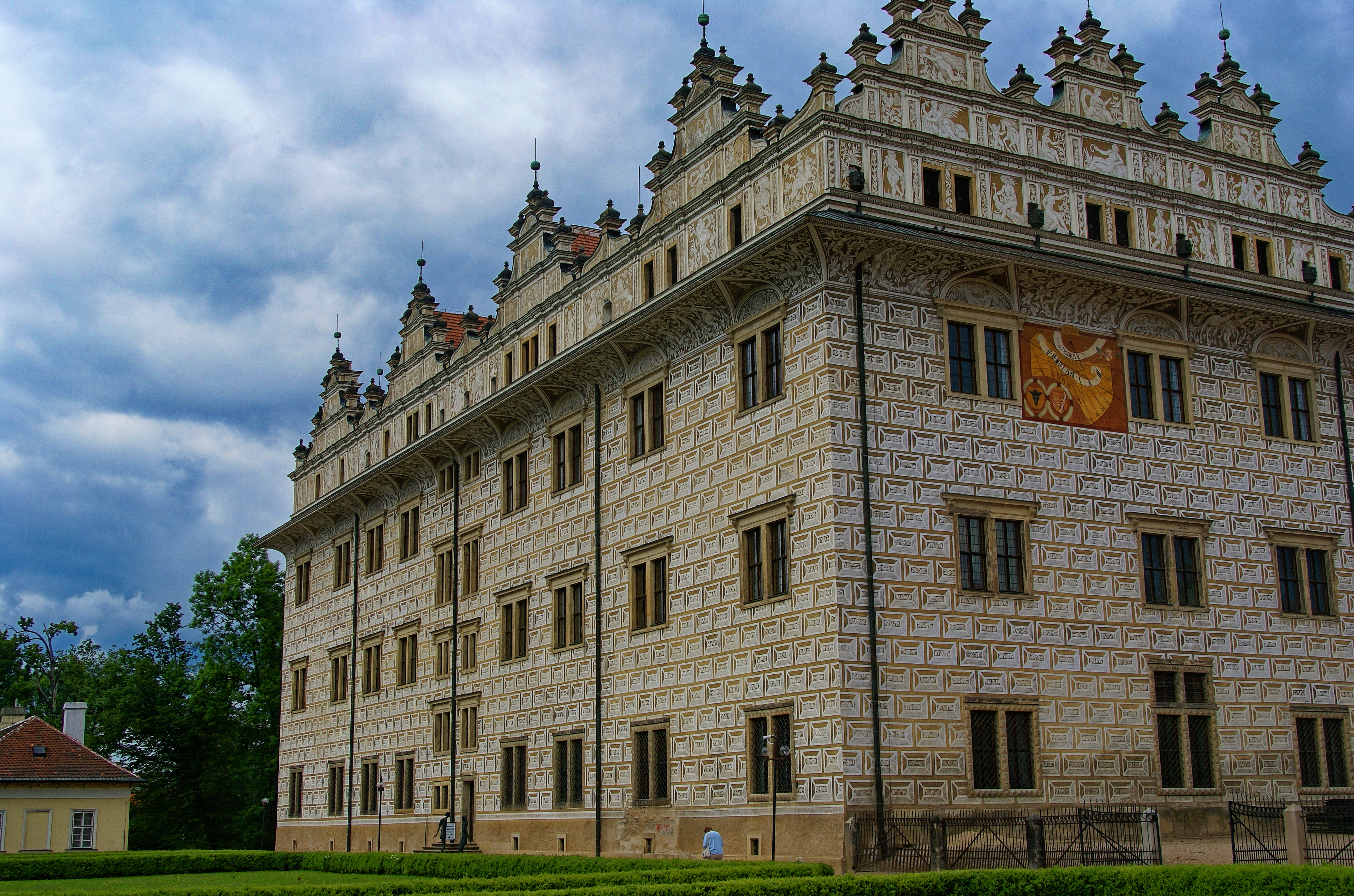
Edificação com cerâmica de revestimento.

A cerâmica de revestimento é uma mistura de argila e outras matérias-primas inorgânicas, queimadas em altas temperaturas, utilizada em larga escala pela Arquitetura. Sua aplicação com esses fins teve início com as civilizações do Oriente Próximo e Ásia.
Na arquitetura europeia, a cerâmica de revestimento se fez presente desde que os primeiros edifícios de tijolo ou pedra foram erguidos. O seu uso na arquitetura foi dirigido tanto a um apelo decorativo, quanto prático. Em razão de suas características o azulejo torna as residências mais frescas e reduz os custos de conservação e manutenção, já que é refratário à ação do sol e impede a corrosão das paredes pela umidade.
As limitações iniciais da técnica vêm sendo superadas pela descoberta e implantação de novos usos e processos, determinados, basicamente, pela pesquisa e adoção de mudanças tecnológicas, por exemplo, na bitola e no formato das peças, nos métodos de queima, no tamanho e tipo de fornos, nas técnicas de esmaltação, entre outros.

## Aplicação e uso
A placa cerâmica pode ser utilizada para os revestimentos de pisos e paredes, na forma de azulejos, ladrilhos e pastilhas, tanto em ambientes residenciais, públicos e comerciais como em industriais. Também é empregada na decoração e confecção de pias e bancadas.
O desempenho de materiais de alta qualidade, como os porcelanatos técnicos, explica suas vantagens de uso:
- proteção contra infiltrações externas;
- resistência à abrasão (alto tráfico de pessoas);
- resistência à ataques químicos (proveniente de produtos de limpeza).

## Pré-produção
A pré-produção equivale a primeira etapa do processo de fabricação da cerâmica de revestimento: a mineração. Esta etapa consiste na extração das matéria-primas necessárias para preparação das massas (pasta homogênea com um conteúdo predefinido de água, que alimentará as maquinas de conformação no processo produtivo), bem como seu armazenamento e estocagem.

### Extração da matéria-prima [editar | editar código-fonte]
Para a produção da cerâmica de revestimento, utilizam-se matérias-primas classificadas como plásticas e não-plásticas.
As matérias-primas plásticas dão suficiente plasticidade para se obter uma forma definida e bom empacotamento, as principais são:
- - Argilas Plásticas (queima branca ou clara);
  - Argilas fundentes (queima vermelha);
  - Caulim

As matérias-primas não-plásticas servem para obter qualidades particulares resultantes de suas composições químicas, conferindo à massa cerâmica resistência mecânica, fusibilidade (fundência) e bom comportamento térmico (baixos índices de deformação piroplástica e retração), obtendo baixos níveis de defeitos nas peças do produto acabado.  Dentre as matérias matérias-primas  não-plásticas, destacam-se:
- - Filitos
  - Feldspato
  - Talco
  - Calcários

Outra matéria-prima são os aditivos, principalmente para melhorar a reologia das suspensões aquosas, podendo ser inorgânicos ou orgânicos
Cada matéria-prima exerce uma função específica durante o processo produtivo, porém as plásticas são essenciais na fase de conformação, pois fornecem à massa a plasticidade necessária, para se obter um revestimento de alta qualidade mecânica. Já os materiais não-plásticos, atuam principalmente na fase do processamento térmico e nas misturas com argilas, para a produção da massa.
- maior conforto térmico no interior das edificações;
- boa resistência às intempéries e à maresia;
- proteção mecânica de grande durabilidade;
- longa vida útil;
- fácil limpeza e manutenção.

O assentamento se encontra hoje fora do controle da indústria, estando mais ligado aos prestadores de serviços independentes. No entanto, quaisquer falhas no assentamento, refletem-se negativamente na indústria e na imagem geral do produto cerâmico.
Alguns dos principais defeitos relacionados ao assentamento malfeito e a outros fatores do processo são:
- eflorescência;
- destacamento; ocorre pela dilatação/retração do contrapiso e pela falta de junta ou outros fatores distintos;
- gretamento; acontece quando o esmalte se rompe devido à incompatibilidade de dilatação entre a base e o esmalte, agravada pela variação de umidade e temperatura;
- desgaste prematuro do esmalte.

## Pré-produção
A pré-produção equivale a primeira etapa do processo de fabricação da cerâmica de revestimento. Esta etapa consiste na extração da matéria-prima necessária para preparação das massas (pasta homogênea com um conteúdo predefinido de água, que alimentará as maquinas de conformação no processo produtivo), bem como seu armazenamento e estocagem.

### Extração da matéria-prima
Para a produção da cerâmica de revestimento, utilizam-se matérias-primas classificadas como plásticas e não-plásticas.
As principais matérias-primas plásticas são:
- Argilas Plásticas (queima branca ou clara);
- Argilas fundentes (queima vermelha);
- Caulim

Dentre as matérias não-plásticas, destacam-se:
- Filitos
- Feldspato
- Talco
- Carbonatos

Cada matéria-prima exerce uma função específica durante o processo produtivo, porém as plásticas são essenciais na fase de conformação, pois fornecem à massa a plasticidade necessária, para se obter um revestimento de alta qualidade mecânica. Já os materiais não-plásticos, atuam principalmente na fase do processamento térmico e nas misturas com argilas, para a produção da massa.

### Armazenamento e estocagem das matérias-primas
As matérias-primas são transportadas do local de extração, sendo descarregadas e armazenadas em depósito, descoberto ou coberto, em lotes separados segundo o tipo das mesmas.
O sazonamento a céu aberto das argilas, atua de forma mais positiva no tratamento. O processo de intemperismo alivia as tensões nos produtos conformados, auxiliando na plasticidade, na trabalhabilidade da argila e na homogeneização e distribuição da umidade nas massas. As matérias-primas devem ser desagregadas ou moídas, classificadas de acordo com a granulometria e muitas vezes também purificadas.

## Produção
O processo de produção da Cerâmica de Revestimento é bastante automatizado, utilizando equipamentos de última geração, mas existe interferência humana nas atividades de controle do processo, inspeção da qualidade do produto acabado, armazenagem e expedição.

### Preparação dos materiais
Os materiais utilizados para a fabricação da cerâmica de revestimento são:
- O pó, que constitui o produto resultante da fase da preparação das massas;
- As fritas ou esmalte, que é uma cobertura vitrificada impermeável aplicada no biscoito.

### Massa para conformação por extrusão
Consiste em uma pasta homogênea com um conteúdo predefinido de água (em torno de 15%), a qual irá imediatamente alimentar a extrusora. A massa é introduzida na extrusora e através da aplicação de uma pressão é empurrada por uma abertura devidamente modelada de maneira, a reproduzir a seção transversal do revestimento. A extrusora é dotada de uma câmara a vácuo para facilitar a desareação da massa, na qual sai em uma fita contínua e é cortada conforme o tamanho especificado do revestimento.

### Massa para conformação por prensagem
Consiste em um pó com predefinida distribuição granulométrica e com um conteúdo predefinido de água (entorno de 4 a 6%). A prensagem consiste na compactação do pó sobre um molde, através da pressão de um punção, que pressiona para reassentar e colocar os grãos da massa em íntimo contato, resultando assim, em um produto compactado e cru.

### Conformação do produto final
Os principais materiais de ingresso nesta etapa do processo produtivo são a pasta ou o pó, dependendo do tipo de conformação. O revestimento “verde” formado nesta etapa possui praticamente a mesma umidade da massa de ingresso.

### Secagem
A secagem do produto moldado assegura a integridade e regularidade dimensional do produto, prevenindo quebras e distorções.
O material proveniente das máquinas de conformação é seco, passando a conter 1% de água.
Os tipos de secadores mais difundidos são os de funcionamento através de ar quente. O ar quente é utilizado para favorecer a difusão da água de dentro para fora e para a evaporação da água da superfície da peça.

### Queima
Na etapa de queima o revestimento adquire características mecânicas adequadas e estabilidade química para as diversas utilizações.
Existem dois processos principais de queima: monoqueima e biqueima:
- A monoqueima é um procedimento na qual são queimados, simultaneamente, a base e o esmalte, em temperaturas que giram em torno de 1000ºC a 1200ºC. Esse processo determina maior ligação do esmalte ao suporte (base), conferindo-lhe melhor resistência à abrasão superficial, dependendo das características técnicas do esmalte aderido e maior resistência mecânica à flexão. A baixa ou alta absorção de água depende do produto produzido, pois pode-se ter tanto um porcelanato esmaltado e queimado nas condições de monoqueima, com um %Aa de 0,05, quanto uma monoporosa que tem %Aa acima de 10%.
- A biqueima é o processo mais obsoleto, no qual o tratamento térmico é dado apenas ao esmalte, pois o suporte já foi queimado anteriormente.

Uma outra técnica utilizada hoje por algumas empresas é a terceira queima, que consiste em criar efeitos de decoração sobre o esmalte já queimado e recolocá-lo no forno sob temperaturas mais baixas, para obter o design definitivo.

### Seleção e embalagem
A seleção elimina peças defeituosas e distribui os revestimentos provenientes do setor de queima, em lotes homogêneos por tipo, tonalidade cromática e pelos calibres. Depois são embalados em caixas de papelão e destinados as lojas para comercialização. Os revestimentos cerâmicos recebem a nomenclatura A, B, C, D, conforme os defeitos. Os produtos B, C, D são respectivamente, 15%, 40% e 60% mais baratos que o produto A.

## Classificação
Os revestimentos cerâmicos são classificados conforme o processo de fabricação e as características técnicas finais proporcionadas à cada peça, possibilitando diferentes possibilidades de utilização. Cada ambiente solicita a peça cerâmica de diferentes formas, seja pelas ações da natureza ou pelas ações mecânicas previstas. 
A absorção está diretamente relacionada com a porosidade da peça. Relacionados com a absorção estão também algumas características como: resistência mecânica, resistência ao gelo, resistência aos ataques químicos, ao impacto e choque térmico.
| Produto     | ISSO 13006 | Absorção de água (%) | Módulo de Resistência à Flexão (N/mm2) | Carga de Ruptura (N) Para e ≥7,5mm |
| Porcelanato | BIa        | 0 a 0,5%             | ≥35                                    | ≥1300                              |
| Grés        | Bib        | 0,5 a 3%             | ≥30                                    | ≥1100                              |
| Semi-Grés   | BIIa       | 3 a 6%               | ≥22                                    | ≥1000                              |
| Semi-Poroso | BIIb       | 6 a 10%              | ≥18                                    | ≥800                               |
| Poroso      | BIII       | 10 a 20%             | ≥15                                    | Piso ≥ 600 e Parede ≥ 200          |

## Descarte
Em quase todo o processo de fabricação da cerâmica de revestimento, há algum tipo de descarte de resíduo, sendo este não mais reutilizado. Na indústria brasileira de revestimentos cerâmicos o volume de material descartado por quebra representa em média 3% de toda produção nacional.
O que não pode ser nem reutilizado e nem reciclado, é despejado em lixos urbanos, mais ou menos autorizados, ou mesmo dispersos no ambiente. No caso dos despejos em centros legais de processamento de lixo, os produtos eliminados devem ser devidamente recolhidos e transportados, bem como devem ser tratados aqueles que apresentarem substâncias tóxicas ou nocivas. Alguns esmaltes utilizados no processo de fabricação da cerâmica contêm metais pesados como chumbo e cádmio, e se a frita utilizada for à base de sódio, solubiliza-se em presença de água e pode contaminar o solo.

## Reaproveitamento da quebra
Ao longo dos últimos anos, vários estudos e testes foram promovidos, visando a reutilização dos cacos gerados no processo. A presença do esmalte cerâmico queimado e tonalidades da massa impediram o seu uso. A massa cerâmica evoluiu na sua formulação e novos testes foram feitos permitindo a adição do caco (quebra) moído em percentuais reduzidos, que juntado a um trabalho constante de redução das quebras nos fornos, a curto prazo permitirá incorporar toda a quebra novamente no processo. O Sistema de moagem e Reaproveitamento da quebra é isto: uma central para onde é deslocada toda a quebra gerada nos processos de produção das Cerâmicas. São utilizados equipamentos para a britagem destas quebras (conjunto de britadores primário e secundário), reduzindo a pó a quebra gerada nos mais diversos formatos e dimensões. Este pó é reutilizado na formulação da massa em percentuais que não interferem na qualidade do produto final.

## Reciclagem
A reciclagem da cerâmica de revestimento é possível através da reutilização dos resíduos sólidos da fabricação. Os resíduos originários do processamento do azulejo, através da biqueima, constituem peças finas, porosas e frágeis. São reciclados para a moagem a úmido, onde são misturados a outras matérias primas para a obtenção da massa cerâmica.
O chamote de pavimentos gresificados é o resíduo sólido do processo de fabricação do revestimento cerâmico, descartado por quebras ou defeitos visuais e dimensionais, que inviabilizam sua utilização. A cerâmica já queimada não é biodegradável por reagir ao calor ou à chuva, tendo como  única saída ecologicamente correta a reciclagem. Os resíduos de pavimentos gressificados passam por um processo mais complicado de reciclagem, por terem características mais resistentes e maior densidade devido ao processo de  monoqueima onde as peças são queimadas até 1220ºC. Métodos inovadores de reciclagem de pavimentos gressificados utilizam o chamote moído a seco, transformado em pó, e depois misturado à massa cerâmica, num índice de reutilização de 3% dos resíduos.
A reciclagem diminui o impacto ambiental e os custos de produção das empresas caem, pois os próprios resíduos são reutilizados como matéria-prima, retornando ao início do ciclo de produção da cerâmica de revestimento.

## Fabricante
De acordo com a Anfacer (Associação Nacional dos Fabricantes de Cerâmica para Revestimento), existem 94 empresas de revestimentos em operação no Brasil e praticamente todas utilizam gás em suas linhas de produção.  As empresas absorvem 800 milhões de metros cúbicos por ano, volume que equivale a 10% de todo o gás importado da Bolívia e a 6% do total consumido no País.
Os fabricantes nacionais estão entre os principais usuários do produto que corresponde a cerca de 30% dos custos de produção. Em 1º de setembro, a Petrobrás aplicou um acréscimo de 13% sobre o gás boliviano e, em 1º de novembro, o insumo importado terá outro aumento de 10%.

## Design cerâmico
O design cerâmico trata desde a conformação do produto em si (composição da pasta, tipo de queima,acabamentos) a sua aparência superficial (desenhos, tendências).
O desenvolvimento da técnica e da sensibilidade estética aplicada ao material aliados a inerente capacidade decorativa das superfícies cerâmicas criou uma gama variada de padrões e motivos, texturas e efeitos.
A integração da cerâmica ao Design Industrial moderno e contemporâneo tem ampliado os efeitos práticos e semânticos deste produto, gerando superfícies com resultados visuais cada vez mais atrativos e tecnicamente corretos, em um sem número de possibilidades.